# بنوآ پوآلوه
بنوآ پوآلوه (فرانسوی: Benoît Poilvet‎؛ زادهٔ ۲۷ اوت ۱۹۷۶) دوچرخه‌سوار اهل فرانسه است.